# Hibiscus somalensis
Hibiscus somalensis är en malvaväxtart som beskrevs av Franchet. Hibiscus somalensis ingår i Hibiskussläktet som ingår i familjen malvaväxter. Inga underarter finns listade i Catalogue of Life.